# Batalla de Shiloh
La batalla de Shiloh, coneguda també com la batalla de Pittsburg Landing, va ser la major batalla en l'escenari oest de la Guerra civil dels Estats Units, duta a terme entre els dies 6 i 7 d'abril de 1862 al sud-oest de Tennessee. Les forces dels estats confederats, sota el comandament dels generals Albert Sidney Johnston i P. G. T. Beauregard, van llançar un atac sorpresa contra l'Exèrcit de la Unió liderat pel major general Ulysses S. Grant, al qual van estar a punt de derrotar.
En el primer dia de la batalla, les forces confederades van atacar amb la intenció de forçar la retirada de les tropes de la Unió lluny del riu Tennessee i als pantans de Owl Creek a l'oest. Esperaven derrotar l'exèrcit de Tennessee liderat per Grant abans que pogués unir-se a les forces d'Ohio al comandament del Major General Charles Buell. Les línies de batalla dels confederats es van confondre durant la cruenta lluita, i els homes de Grant es van retirar cap a Pittsburg Landing al nord-est. Una posició en camí que es trobava una mica enfonsat, anomenat «El vesper», defensada per les divisions dels generals de brigada Benjamin M. Prentiss i W.H.L. Wallace, van proveir d'un temps valuós a la resta de la línia de la Unió per estabilitzar-la sota la protecció de nombroses bateries d'artilleria. El general Johnston va morir durant el primer dia de combat, i Beauregard, el segon a les ordres, va decidir no assaltar la posició de la Unió aquella nit.
Els reforços del General Buell van arribar al vespre i van donar la volta a la situació l'endemà al matí, quan Grant va llançar un contraatac juntament amb tota la línia frontal. Els Confederats van ser obligats a retirar-se de la batalla més sagnant registrada de la història dels Estats Units fins a aquest moment, finalitzant les seves esperances de bloquejar la invasió de les forces de la Unió que avançaven des del nord del Mississipi.

## Forces opositores
Després de les derrotes en les batalles del Fort Henry i del Fort Donelson al febrer de 1862, el General Confederat Albert Sydney Johnsont va retirar les seves forces a l'oest de Tennessee, al nord de Mississipi i cap a Alabama per reorganitzar-se. A principis de març, el Major General de la Unió Henry W. Halleck, comandant de l'escenari oest de la guerra, va respondre ordenant Grant que avancés amb el seu exèrcit de l'oest de Tennessee (poc després de la batalla coneguda pel nom de "L'Exèrcit de Tennessee") per tal d'envair al nord del riu Tennessee. A causa de certa rancúnia personal que Halleck tenia envers Grant, aquell inicialment designà al subordinat de Grant, el Major General Charles Ferguson Smith, per tal de liderar l'expedició mentre Grant s'asseia passivament a Fort Henry. Després el President Abraham Lincoln intercedí davant Halleck, i a Grant se li tornà a atorgar tot el poder.